# Krasnogorsk (oblast Moskou)
Krasnogorsk is een stad in de Russische oblast Moskou, gelegen ten noordwesten van de hoofdstad Moskou, aan de rivier de Moskva. De stad telde 92.545 inwoners bij de volkstelling van 2002 en 116.896 bij die van 2010. In 2020 wordt het inwonertal van de snel groeiende stad reeds geschat op ruim 175.000. In 2017 werd de stad omgezet van een (gemeentelijk) district naar een gorodskoj okroeg.
Vanaf 1932 groeide het dorp Krasnogorsk langzaam uit naar een stedelijke omvang en in 1945 kreeg het de status van stad.
Sinds de jaren 1990 maakt de stad als belangrijke uitbreidingswijk van Moskou een sterke groei door. Er wordt hoogstedelijk gebouwd in meerdere tientallen microdistricten en wooncomplexen tegelijk in en rond de stad, waaronder microdistrict Pavsjinskaja Pojma aan de MKAD, waar tienduizenden woningen verrijzen.
In Krasnogorsk is ook de Fabriek van Krasnogorsk gevestigd, de producent van optische instrumenten, onder andere de Zenit camera. Dit komt terug in het stadswapen door middel van de weergave van de lenzen en de lichtstralen.
In de stad bevindt zich sinds 2009 het beurs- en zalencomplex Crocus Expo. In de concertzaal Crocus City Hall vond in maart 2024 een terroristische aanslag plaats.

## Sport
In Krasnogorsk vinden regelmatig ijsraces plaats; de stad vormde driemaal gastheer van de Wereldkampioenschappen voor landenteams.

## Zustersteden
Goirle, Nederland
 Höchstadt an der Aisch, Duitsland
 Plungė, Litouwen
 Slivnitsa, Bulgarije
 Tukums, Letland
 Wągrowiec, Polen

## Geboren
1947 - Vladimir Petrov, ijshockeyspeler, OS kampioen in 1972, 1976
Aprelevka · Balasjicha · Bronnitsy · Chimki · Chotkovo · Dedovsk · Dmitrov · Doebna · Dolgoproedny · Domodedovo · Drezna · Dzerzjinski · Elektrogorsk · Elektro-oegli · Elektrostal · Frjazino · Golitsyno · Istra · Ivantejevka · Jachroma · Jegorjevsk · Joebilejny · Kasjira · Klimovsk · Klin · Koebinka · Koerovskoje · Kolomna · Koroljov · Kotelniki · Krasnoarmejsk · Krasnogorsk · Krasnozavodsk · Krasnoznamensk · Likino-Doeljovo · Ljoebertsy · Lobnja · Loechovitsy · Losino-Petrovski · Lytkarino · Moskovski · Mytisjtsji · Naro-Fominsk · Noginsk · Odintsovo · Orechovo-Zoejevo · Ozjerelje · Ozjory · Pavlovski Posad · Peresvet · Podolsk · Poesjkino · Poesjtsjino · Protvino · Ramenskoje · Reoetov · Roeza · Rosjal · Sergiev Posad · Serpoechov · Sjatoera · Sjtsjerbinka · Sjtsjolkovo · Solnetsjnogorsk · Staraje Koepavna · Stoepino · Taldom · Troitsk · Tsjechov · Tsjernogolovka · Vereja · Vidnoje · Volokolamsk · Voskresensk · Vysokovsk · Zarajsk · Zjeleznodorozjny · Zjoekovski · Zvenigorod